# Chungkingosaurus
Chungkingosaurus („ještěr z Čchung-čching“) byl rod stegosaurního ptakopánvého dinosaura, který žil v období rané svrchní jury (geologický věk oxford, asi před 160 miliony let) na území dnešní čínské provincie S’-čchuan (Sečuánská pánev).

## Historie a zařazení
Fosilie tohoto dinosaura byly objevovány od roku 1977 v sedimentech souvrství Ša-si-miao (anglicky Shaximiao). Formálně byl popsán čínským paleontologem Tungem Č’-mingem a jeho kolegy v roce 1983. Druhové jméno dinosaura jiangbeiensis je poctou obvodu Ťiang-pej (pchin-jinem Jiangbei) v Čchung-čchingu.
Novější výzkum ukázal, že chungkingosaurus byl nejspíš zástupcem vývojově primitivnější čeledi stegosaurů Huayangosauridae, nikoliv vyspělejší čeledi Stegosauridae.

## Popis
Pravděpodobně se jednalo o menšího a vývojově primitivního zástupce stegosaurů. Stejně jako ostatní stegosauři byl i chungkingosaurus vybaven dvěma řadami hřbetních plátů i ocasními bodci a představoval zřejmě stádního býložravce, živícího se rostlinnou potravou níže rostoucí vegetace. Podle paleontologa Thomase R. Holtze, Jr. dosahoval chungkingosaurus délky jen asi 3,5 metry a hmotnosti v řádu stovek kilogramů. Badatel Gregory S. Paul se domnívá, že dosud objevené exempláře rodu Chungkingosaurus jsou ve skutečnosti nejspíš mláďaty druhu Tuojiangosaurus multispinus. Tento druh přitom dosahoval v dospělosti délky kolem 6,5 metru a hmotnosti zhruba 2800 kg.

## Paleobiologie
Chungkingosaurus byl součástí megafauny pozdně jurských dinosaurů, žijících na území současné Číny. Mezi jeho současníky patřily například rody Chialingosaurus a Tuojiangosaurus (stegosauridi) nebo sauropodi Mamenchisaurus a Omeisaurus. Mezi predátory, kteří se mohli těmito dinosaury živit, patřil například rod Yangchuanosaurus.